# Max Pomeranc
Max Pomeranc (New York, 21 marzo 1984) è un attore statunitense.

## Biografia
Nasce a New York nel 1984, figlio dell'autrice Marion Hess Pomeranc e dell'agente Abe Pomeranc. Ha fatto il suo debutto cinematografico all'età di otto anni, come protagonista del film In cerca di Bobby Fischer, che si basa sull'infanzia di Josh Waitzkin. Nel periodo in cui ha girato questo film, Pomeranc era realmente tra i 100 migliori giocatori di scacchi del suo Paese nel gruppo relativo alla sua fascia d'età. Successivamente ha recitato nel film drammatico/fantastico Fluke. Nel 2008, decide di ritirarsi dal mondo del cinema, in cui fa la sua ultima apparizione nel film Certamente, forse.

## Riconoscimenti
- Nomination agli Young Artist Awards: miglior attore giovane 10 anni o meno nel film In cerca di Bobby Fischer
- Nomination ai Saturn Awards 1996: miglior attore emergente per il film Fluke.

## Filmografia
- In cerca di Bobby Fischer (Searching for Bobby Fischer) (Innocent Moves) (1993)
- In fuga per la libertà (Nowhere to Hide) - film TV (1994)
- Fluke (1995)
- Journey - film TV (1995)
- Certamente, forse (Definitely, Maybe) (2008)